# 九龍西聯網
九龍西醫院聯網(英語：Kowloon West Cluster）是香港醫院管理局的地區性醫院聯網，負責服務深水埗區、葵青區、荃灣區及離島區（只包括北大嶼山）約137萬人口；現任總監為羅振邦醫生。

## 醫院
九龍西聯網轄下由5間醫院組成，均設有急症服務。
- 瑪嘉烈醫院：大型區域全科醫院，設有聯網的創傷和腫瘤科中心、醫院管理局傳染病中心及毒理化驗室。
- 明愛醫院：地區性全科醫院，提供急症、延續及寧養紓緩服務以及兒童發展障礙服務。
- 葵涌醫院：精神科醫院，提供精神科及外展服務。
- 仁濟醫院：全科醫院，提供急症及復康服務，設有中醫診所。
- 北大嶼山醫院：提供急症室、社區健康中心、專科門診及社區外展等服務。

## 服務
九龍西聯網共有4,707張病床，包括3,431張普通科（急症及康復）病床、196張療養科病床、920張精神科病床，以及160張智障科病床。

## 歷史
針對人手短缺及求過於供等問題，九龍西聯網於2012年計劃於未來增加醫護人員及後勤的人力資源，包括於明愛醫院護士學校增加100個學額、分別在明愛醫院及瑪嘉烈醫院增加2,060個及1,250個磁力共振及電腦斷層掃描名額、在仁濟醫院設立能夠提供3,000個門診及50個手術名額的耳鼻喉中心及於廣華醫院增加設備5張初生嬰兒深切治療病牀等等。
於2013年至2014年年度，九龍西聯網獲分配約103億港元財政資源，佔香港政府配給醫院管理局的撥款近22%。鑑於一直有不少意見反映醫院管理局的人事管理及資源運用方面分配不均，及被質疑資源有否按照地區人口或者人口年齡組別而作出分配等等。醫院管理局檢討督導委員會於2014年就此作出討論，預計於2015年3月月底舉辦會議作出最後審議，及於同年年中完成檢討報告。檢討當中包括九龍中聯網、九龍東聯網及九龍西聯網之間存在的一些問題，冀望借助啟德醫院首期於2021年啟用的契機，將其劃入九龍中聯網，並且為九龍中聯網、九龍東聯網及九龍西聯網重新劃線，預計屆時被納入九龍中聯網的醫院和醫療機構將會由6間增加至10間，組成一個大型聯網，提供前所未有的大規模服務，以取代九龍西聯網當前的領導地位。此舉，亦能夠理順服務及令到資源分配更為準確。
2016年12月1日，原屬於九龍西聯網的黃大仙及旺角區正式劃入九龍中聯網，包括廣華醫院、東華三院黃大仙醫院和聖母醫院，以及相關地區的服務單位。聯網行政重組的正式實行預期能夠加強服務整合，以減少病人跨網求診的情況。而病人臨床醫療服務的重組，則於2017年4月1日後，在確保相關系統及支援服務已完全就緒後才會分階段進行，以減低重組可能對病人造成的任何不便。

## 脚註

### 备注
1. ↑  統計自2021年香港人口普查深水埗區、葵青區、荃灣區人口數據[1]及2018年北大嶼山新市鎮人口數據

## 外部連結
- 九龍西聯網 （页面存档备份，存于）